# 남성우 (성우)
남성우(南聖祐, 1934년 3월 8일 ~ 2010년 7월 21일)는 대한민국의 성우이다. 1956년 서울중앙방송국의 제2기 성우로 데뷔하였으며, 2012년 기준으로는 KBS 2기로 분류된다.
풍부한 성량 못지 않은 세련된 용모로 드라마나 영화에서 주연을 많이 담당하였으며, 특히 《현해탄은 알고 있다》에서 리노이에 역을 맡았을 때 경상도 사투리 붐까지 일으켰다. 근래에는 라디오 드라마보다 텔레비전 드라마에서 왕성한 활동을 보이다가 2010년 별세하였다.

## 출연작

### 라디오 드라마
- 1960년 KBS 일요연속극 《현해탄은 알고 있다》 ... 리노이에 역
- 1962년 KBS 가작급 코메디 《부라보 청춘》 ... 홍삼달 역
- 1962년 MBC 연속극 《빨간 마후라》
- 1962년 KBS 연속사극 《안시성의 꽃송이》 ... 양만춘 역
- 1969년 MBC 연속극 《남자가 혼자 있을 때》

### TV 드라마
- 1970년 KBS 일일연속극 《사랑과 미움의 계절》
- 1973년 KBS 대하드라마 《세종대왕》 ... 태종 이방원 역
- 1973년 KBS 대하드라마 《강감찬》 ... 강조 역
- 1973년 KBS 일일연속극 《무지개 뜨는 언덕》
- 1974년 KBS 대하드라마 《소명》
- 1974년 TBC 일일연속극 《인목대비》 ... 이항복 역
- 1974년 KBS 대하드라마 《삼국통일》
- 1975년 KBS 반공드라마 《대동강》
- 1976년 KBS 충무공 탄신 기념극 《난중일기》
- 1976년 KBS 대하드라마 《황희 정승》 ... 태종 이방원 역
- 1978년 KBS 반공드라마 《밀림지대》
- 1980년 KBS 일요사극 《파천무》 ... 세종 이도 역
- 1981년 KBS1 대하드라마 《대명》 ... 정충신 역
- 1982년 KBS1 대하드라마 《풍운》 ... 오토리 게이스케 역
- 1982년 KBS1 반공드라마 《반역자》
- 1982년 KBS1 반공드라마 《밀봉》
- 1984년 MBC 대하드라마 《조선왕조 500년 - 설중매》 ... 세조 이유 역
- 1985년 KBS2 주말연속극 《열망》 ... 임현철 역
- 1989년 KBS1 6.25 특집극 《비극은 없다》

1. ↑  “映畵에도나오는南聖祐”. 동아일보. 1962년 1월 23일. 2021년 10월 5일에 확인함.